# Flammpanzer B2(f)
Flammpanzer B2(f) – niemiecki samobieżny miotacz ognia opracowany na bazie zdobycznych francuskich czołgów Char B1. 

## Historia
Zgodnie z praktyką armii niemieckiej polegającą na wykorzystaniu i adaptacji zdobytych pojazdów podjęto decyzję o budowie czołgu miotającego płomienie, wykorzystującego jako podstawę zdobyczny francuski czołg ciężki Char B1 (oznaczenie niemieckie: Panzerkampfwagen B2(f)).
Zamontowane w kadłubie francuskie działo kalibru 75 mm usunięto, a w jego miejsce zamontowano miotacz ognia z głowicą Spritzköpf, identyczny z zastosowanym w pojeździe Flammpanzer II. Przebudowano w ten sposób 24 czołgi, przydzielone do Panzerabeiltung (F) 102 i wykorzystano podczas operacji Barbarossa.
Rozwój miotaczy ognia na bazie wyżej wymienionego czołgu był kontynuowany i powstała ich druga wersja. W przeciwieństwie do poprzednika, mieszanka zapalająca nie była wyrzucana za pomocą sprężonego azotu, lecz za pomocą pompy projektu firmy Koebe. Mieszanka zapalająca była przewożona w dużym opancerzonym zbiorniku z tyłu pojazdu. Wyprodukowano 60 sztuk tej wersji. Pojazdy te wzięły udział w walkach na obu frontach.